# Västergötlands runinskrifter 47
Västergötlands runinskrifter 47 är ett vikingatida runstensfragment i Strö kyrka, Strö socken och Lidköpings kommun. Stenen finns inmurad i kyrkans tornbyggnad, på den södra sidan av den sydvästra strävpelaren drygt en halvmeter över markytan. Stenen är 0,2-0,3 meter hög och 0,8 meter bred. Runhöjden är 10-13 cm. Inskriften består av två runrader och ett latinskt kors.

## Inskriften
Translitterering av runraden:
... ...-- [:] þansi : uft : h(k)(l)ak : mak : sin :
Normalisering till runsvenska:
... [stæin] þannsi æftiʀ Haklang(?), mag sinn.
Översättning till nusvenska:
... denna sten efter Haklång(?), sin frände.